# Château de Boldt
Pour les articles homonymes, voir Boldt.
Le château de Boldt se trouve sur l'île Heart (en) dans l'archipel des Mille-Îles sur le fleuve Saint-Laurent, le long de la frontière nord de l'État de New York, États-Unis. Construit dans un style chateauesque (Gilded Age), il est un monument majeur et un attrait touristique important de la région. Heart Island appartient à la ville d'Alexandria Bay, dans le comté de Jefferson.

## Histoire
George Boldt, directeur général du Waldorf-Astoria de New York et gérant de l'hôtel Bellevue-Stratford de Philadelphie, et sa famille avaient auparavant apprécié un cottage sur  Heart Island (nom original de l'île) durant plusieurs étés, et l'avaient considérablement développé. En 1900, les Boldt lancèrent une ambitieuse campagne de construction afin de bâtir un bâtiment gigantesque, une des plus grandes maisons privées d'Amérique. Ils engagèrent le cabinet d'architecture G. W. & W. D. Hewitt et des centaines d'ouvriers pour un "Château" de six étages, un monument international important. En outre, quatre autres bâtiments en maçonnerie sur l'île sont remarquables architecturalement. Tout aussi caractéristique, l'immense abri pour yachts sur une île voisine où les Boldt avaient un autre pavillon d'été et une vaste propriété, dont des fermes, des canaux, un parcours de golf, des courts de tennis, des écuries et un terrain de polo.
La construction du château de Boldt cessa brusquement au début de l'année 1904 après la mort de l'épouse de Boldt, Louise Kehrer Boldt. Durant 73 ans, le château et les autres bâtiments de pierre ont été abandonnés exposés à l'hiver rigoureux et aux vandales occasionnels. L'administration du pont des Milles-Îles acquit  Heart Island et le proche abri pour yachts en 1977, pour un dollar, en vertu de l'accord que tous les revenus provenant de l'exploitation du château seraient réservés à la restauration, afin que l'île soit préservée pour la jouissance des générations futures. Dans les deux décennies qui suivirent l'acquisition de la propriété, l'Administration du Pont des Milles-Îles y dépensa quelque 15 millions de dollars pour la restauration et des améliorations, et les travaux se poursuivirent chaque année. L'objectif initial de la restauration de Heart Island n'était pas de terminer  ce qui n'avait pas été fini, mais de restaurer l'île jusqu'à l'état où elle était à l'arrêt de la construction. Les améliorations ont dépassé ce stade, ainsi un dôme de vitraux, un sol en marbre et les boiseries du grand escalier, par exemple, maintenant visibles dans le hall principal, n'y étaient pas à l'origine mais sont des innovations contemporaines.

## Le domaine actuel
Aujourd'hui, le château de Boldt est accessible par ferry ou bateau de tourisme à partir de Alexandria Bay; Gananoque (Ontario); Rockport (Ontario); et Ivy Lea (Ontario); et la plupart des terrains et des bâtiments peuvent être visités par le public moyennant paiement. Le bateau amenant du public peut également s'arrimer sur  Heart Island gratuitement. Il y a un bureau du Service des douanes et de la protection des frontières des États-Unis (bâtiment en bois habité par un seul douanier) sur  Heart Island et les visiteurs venant du Canada requièrent une pièce d'identité appropriée, la visite de l'île étant considérée comme une entrée aux États-Unis.
La plupart des pièces du premier étage et de nombreuses pièces du deuxième étage du château de Boldt sont meublées à partir de 2011, mais surtout avec des objets contemporains. Le sous-sol est le plus souvent inachevé, avec une piscine, un bowling, de nombreux compartiments et un long passage vers la Power House. La plupart des pièces du deuxième étage jusqu'au dernier étage ont été laissées non meublées, mais il existe des expositions dans certaines de ces pièces et les couloirs, montrant des images et des objets fabriqués dans l'archipel des Mille-Îles à l'époque où les Boldt y vivaient. Ces pièces sont également laissées sans meuble pour donner au visiteur l'occasion d'imaginer ce à quoi ressemblait le château avant l'amélioration contemporaine. Au bord de l'île, un arc de triomphe en pierre, voulu à l'origine par George Boldt pour être l'entrée des bateaux, a été entièrement restauré. Le pont qui relie les deux rives peut être levé et abaissé selon les besoins.
La Power House
Deux autres constructions de l'île sont la Power House et la tour Alster ; les deux sont ouvertes au public. La Power House fut construite pour contenir une génératrice qui alimenterait l'île en électricité, maintenant c'est plus un musée sur la manière dont l'électricité fut obtenue au début des années 1900, avec quelques histoires sur l'acheminement des outils et l'équipement à Heart Island pendant la construction du château. La tour Alster fut volontairement construite avec des toits, des plafonds et des murs  inclinés et irréguliers.
Le gigantesque abri pour yachts de George C. Boldt sur la toute proche Wellesley Island est unique, et justifie la visite payante via un service de navettes par bateau la reliant à Heart Island. Il fut inscrit au Registre national des lieux historiques en 1978.
Le roman pour la jeunesse de 1969 Secret Castle de Anne Colver (AEP/Knopf Press) se passe dans le château et à Alexandria Bay.
Les images d'archives du château de Boldt figurent dans l'ouverture cinématographique du jeu vidéo sorti en 1995 Killing Time de the 3DO Company et représente une île privée fictive située sur l'Île de Matinicus au large de la côte du Maine, lieu où se déroule l'histoire principale du jeu. Le chateau Boldt sera terminé, selon les prédictions, en 2047. Jusqu'à maintenant, les étages 1 et 2 ont été achevés. Si vous faites un tour aux étages 3 et 4 vous remarquerez des graffitis faits par des vandales pendant qu'il était abandonné et avant qu'il soit acheté par la " Thousand Island Bridge Company".